# Fullereen

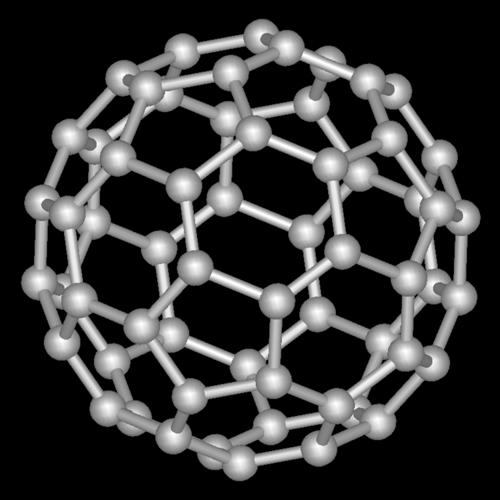
Buckminsterfullereen (C_{60})

Animatie C_{60}-vibratie

Fullerenen zijn geheel uit koolstof bestaande moleculen, in de vorm van een holle bol, ellipsoïde of buis. Bolvormige fullerenen worden in de wandelgangen buckyballen (buckyballs) genoemd en cilindrische fullerenen buckybuizen (buckytubes) of (koolstof) nanobuizen (nanotubes).
De klasse moleculen is genoemd naar Richard Buckminster Fuller, een bekend architect die de geodetische koepel beroemd heeft gemaakt. Buckminsterfullereen (rechts) heeft een daarmee vergelijkbare vorm.
Fullerenen lijken qua structuur op grafiet, dat bestaat uit een laag van verbonden zeshoekige ringen, maar fullerenen bevatten naast de zeshoekige ook vijfhoekige (of soms zevenhoekige) ringen die voorkomen dat de laag vlak is. Vijfhoeken kunnen niet aangrenzend zijn. Het kleinste fullereen zonder aangrenzende vijfhoeken is C60, buckminsterfullereen. 
C60 heeft als structuur een afgeknotte icosaëder, wat lijkt op een moderne voetbal die is opgebouwd uit twintig zeshoeken en twaalf vijfhoeken, met een koolstofatoom op de hoeken van elke zeshoek en een koolstofverbinding langs elke zijde. De ionisatie-energie van C60, dat is de energie die nodig is om één elektron van C60 te verwijderen, bedraagt 7,55 eV. C60 heeft bijzondere elektronische en mechanische eigenschappen die de aanzet hebben gevormd tot veel onderzoek. Als C60 door middel van een ion of foton energie opneemt kan het in trilling gebracht, geïoniseerd of gefragmenteerd worden. Een voorbeeld van fragmentatie is de herhaaldelijke verdamping van een C2-molecuul, waardoor er C60-2n-moleculen ontstaan.
Een gepolymeriseerde enkelwandige nanobuis is een stof die bestaat uit gepolymeriseerde fullerenen waarin koolstofatomen van de ene buckybuis gebonden zijn met koolstofatomen in een andere nanobuis.
Tot het eind van de twintigste eeuw waren grafiet en diamant de enige bekende allotropen (verschijningsvormen) van koolstof. Harold Kroto, van de Universiteit van Sussex, James Heath, Sean O'Brien, Robert Curl en Richard Smalley, van Rice University, ontdekten C60 en andere fullerenen. Kroto, Curl, en Smalley ontvingen in 1996 de Nobelprijs in de scheikunde voor hun rol hierbij. De aanwezigheid van C60 en andere fullerenen is later ook aangetoond buiten een laboratoriumomgeving (bijvoorbeeld in kaarsroet). Sinds 1991 is het betrekkelijk eenvoudig geworden om grammen fullerenen te produceren dankzij de technieken ontwikkeld door Donald Huffman en Wolfgang Krätschmer. Aan het begin van de eenentwintigste eeuw, zijn de chemische en fysische eigenschappen van fullerenen nog steeds het onderwerp van veel onderzoek, zowel in het fundamentele als het toegepaste onderzoek. In april 2003 werd onderzoek gepubliceerd naar medische toepassingen van fullerenen: ze kunnen mogelijk specifieke antibiotica binden om resistente bacteriën mee aan te pakken en zelfs kankercellen aanvallen, zoals melanomen.
Fullerenen zijn weinig reactief, doordat de grafietachtige bindingen zeer stabiel zijn. Ze zijn slecht oplosbaar. Onderzoekers hebben fullerenen reactiever kunnen maken door actieve groepen aan hun oppervlak te binden. Toch is het mogelijk om functionele groepen te koppelen aan een fullereen door middel van de diels-alderreactie. Fullerenen kunnen gehydrogeneerd worden. De producten kunnen tot 50 waterstofatomen bevatten, С60Н60 tot en met С60Н50 zijn producten van de hydrogenatie.
Andere atomen kunnen worden 'opgesloten' binnen in fullerenen, en recent bewijs voor een meteorietinslag aan het eind van het Perm was gevonden door edelgassen te onderzoeken die op deze wijze waren bewaard gebleven.
Ook wordt steeds meer onderzoek gedaan naar supergeleiding van fullerenen.
Een gebruikelijke synthesemethode van fullerenen is het voeren van een sterke stroom door twee zich dicht bij elkaar bevindende elektrodes in een inerte omgeving. De resulterende boog van koolstofplasma koelt af tot een roetachtig residu waaruit veel fullerenen kunnen worden geïsoleerd.
Fullerenen met C60 en C70 zijn ook in het heelal aangetoond.